# Натриев ацетат
Натриевият ацетат е химично съединение с формула CH3COONa. Натриевият ацетат се получава чрез взаимодействието на сода бикарбонат (сода за хляб) и оцетна киселина (етанова киселина).
NaHCO3(т) + CH3COOH(в) → CH3COONa(в) + CO2(г) + H2O(тч)